# Coordinamento gruppi di omosessuali cristiani in Italia
Il Coordinamento gruppi di omosessuali cristiani in Italia (COCI) è stata un'associazione fondata nel novembre 2003 per collegare i vari gruppi di cristiani omosessuali presenti in Italia.
Questi gruppi hanno assunto forme ufficiali in Italia a partire dal 1980 ma, a differenza di alcuni gruppi LGBT laici, hanno sempre avuto difficoltà ad agire come movimento nazionale, preferendo l'attività a livello locale, in genere cittadino. Il COCI è nato per superare questa caratteristica, percepita come un limite dai gruppi che vi hanno aderito.

## Storia

### Le origini
Il Coordinamento gruppi di omosessuali cristiani in Italia trae origine dal Gruppo del Guado, nato nel dicembre 1980; i fondatori sono sei; quattro di loro si erano già conosciuti al primo campo su Fede e Omosessualità che, nel giugno del 1980, Ferruccio Castellano aveva organizzato in collaborazione con il centro valdese di Agape a Prali, in provincia di Torino. Assistito da don Domenico Pezzini (sacerdote diocesano di Lodi); il gruppo inizia così ad incontrarsi in modo informale con cadenza mensile.
Quasi contemporaneamente, nel gennaio dell'anno successivo, Ferruccio Castellano, animatore e ideatore del primo campo di Agape, con altri, fonda il gruppo Davide (in seguito si chiamerà Davide e Gionata) a Torino.
I tempi sono maturi per il primo seminario dei gruppi gay credenti che si svolge ad Assisi nel marzo del 1982, presso il centro Pro Civitate Christiana ed ha per tema Essere omosessuali; questi seminari si tengono annualmente fino al 1985. Il Gruppo del Guado comincia poi a pubblicare un bollettino trimestrale del quale cesserà le pubblicazione nel 2005. Il Gruppo del Guado fissa la sua sede presso la Chiesa Evangelica Valdese di Milano; successivamente partecipa alla fondazione del Forum europeo dei gruppi di omosessuali credenti che si incontrerà poi, nel maggio del 1989, al campo di Agape sotto la presidenza dell'italiano Piergiovanni Palminota. Il 16 settembre 1983 muore suicida Ferruccio Castellano.
Successivamente si costituisce intorno a Gianluigi Giudici un gruppo a Padova che, dal 1987, prenderà il nome di L'incontro e opererà presso la Chiesa valdese della città fino al 1999. Da questo gruppo nascerà in seguito l'esperienza del gruppo La Parola di Vicenza, che opera ancora. Don Pezzini lascia il gruppo il guado nell'ottobre 1985. Contemporaneamente il gruppo, cresciuto nel numero degli aderenti, elegge un Consiglio con mandato annuale per gestire la vita associativa. A distanza di un anno il Gruppo del Guado entra in contatto con don Goffredo Crema, che guiderà il gruppo per una decina d'anni.
Nel 1986 Don Domenico Pezzini fonda un gruppo di ricerca spirituale da cui successivamente nascerà La Fonte di Milano. A questa esperienza si rifanno numerosi gruppi in varie città d'Italia: dal gruppo In Cammino, al gruppo La Sorgente di Roma; dal gruppo Il Mosaico di Brescia, al gruppo La Creta che si incontra a Bergamo; dal gruppo L'Arco di Parma, al gruppo La Rondine di Torino.
Successivamente cominciano a tenersi vari convegni, il 24 aprile 1987 a Torino si svolge un convegno sul tema: 'La morale sessuale cattolica: dalla Bibbia al magistero, alla pastorale, il 23 ottobre dello stesso anno si tiene il primo convegno dei gruppi di gay credenti del Veneto sul tema L'amicizia fino al 1989, anno in cui a Monteforte Irpino i gruppi di omosessuali credenti organizzano un primo campo su Fede e Omosessualità, esperienza che si ripeterà fino al 1992.
In occasione del III Convegno Interregionale Omosessuali Credenti che il COCI organizzò a Venezia dal 21 al 23 ottobre 1988, fu distribuito ai partecipanti un questionario le cui 56 domande riguardavano da un lato l'identità della persona omosessuale credente e dall'altro l'identità del gruppo omosessuale credente. Gli interessanti risultati dell'indagine (cui parteciparono aderenti del gruppo "Davide e Gionata" di Torino, "Il Guado" di Milano, "La Fonte" di Milano, "L'incontro" di Padova, "In Cammino" di Bologna e "I Tralci" di Napoli), furono successivamente pubblicati sul Bollettino del Gruppo del Guado.
A seguire nascono gruppi di omosessuali cristiani a Napoli (I Tralci), ed a Udine (Chiara e Francesco che continuerà le sue attività fino al 1999), nasce a Catania il gruppo Fratelli dell'Elpìs, che trova subito in don Giuseppe Gliozzo, titolare della parrocchia del Santissimo Crocifisso della Buona Morte  un punto di riferimento, a Roma nasce il gruppo Nuova Proposta (sarà nella casa del fondatore del gruppo che, il 20 novembre 2002, il vescovo ausiliare di Roma, monsignor Clemente Riva, inizierà la consuetudine - durata fino alla morte del prelato - di incontrare i gruppi di omosessuali credenti romani in occasione del Natale), nasce, per iniziativa di alcuni soci del Guado, il gruppo L'Arcipelago di Reggio Emilia (cesserà di esistere nel 2000 e verrà sostituito, nel 2002, dal gruppo Terra Battuta). Nasce il gruppo La Goccia a Cremona fondato da Don Goffredo Crema, che lascerà in seguito il Guado.
Il 12 marzo 1994 nasce a Bologna, promosso da Toni Gallo, il Coordinamento gruppi di omosessuali cristiani in Italia (COCI), ne fanno parte Il Gruppo del Guado di Milano, Davide e Gionata di Torino, La Goccia di Cremona, L'Arcipelago di Reggio Emilia, L'Incontro di Padova, La Parola di Vicenza, Chiara e Francesco di Udine, Nuova Proposta di Roma; nel 1995 il Coordinamento gruppi di omosessuali cristiani in Italia organizza, presso la sede della Facoltà teologica valdese di Roma, il convegno Coscienza, libertà e comunione: omosessualità e chiese, a cui partecipa un centinaio di persone. Tra gli altri relatori, è presente il teologo statunitense John Mc Neill.
Gianni Geraci, fino ad allora presidente del Gruppo del Guado, viene eletto portavoce del Coordinamento gruppi di omosessuali cristiani in Italia nel febbraio 1997.
Ad aprile dello stesso anno, a Rimini, incomincia a ritrovarsi un piccolo gruppo di persone, credenti e non credenti in dialogo, che di lì a poco si darà il nome di gruppo Narciso e Boccadoro.
Nasce a febbraio dell'anno seguente la Rete evangelica fede e omosessualità (REFO) che si propone di coordinare quanti, all'interno delle Chiese evangeliche italiane, curano l'accoglienza delle persone omosessuali. Organo della Refo sarà un Bollettino di collegamento trimestrale. Ad ottobre la REFO, organizza il suo primo convegno sul tema Diverse famiglie, famiglie diverse.
Per iniziativa del COCI e della Sezione italiana del movimento internazionale Noi Siamo Chiesa, si tiene il 12 ottobre 1999 il convegno Le persone omosessuali nella Chiesa: problemi, percorsi, prospettive che, per la prima volta, raccoglie rappresentanti (circa 300) di tutte le realtà che, nelle Chiese italiane, si occupano di omosessualità. Gli atti del convegno verranno poi pubblicati dalla casa editrice Meridiana di Molfetta, nel libro Il posto dell'altro.

### Verso il Coordinamento
Gli omosessuali credenti italiani partecipano, il 18 luglio 2000, al World pride, dopo aver organizzato, per i partecipanti, un momento di culto ecumenico e aver dato il proprio contributo alla giornata di studio su: Omosessualità e religioni che il comitato organizzatore aveva proposto nei giorni precedenti. Nascono, nel frattempo diversi nuovi gruppi: a Padova il gruppo Emmanuele; a Trieste il gruppo Kairos.
Il Milano Pride del giugno 2001 vede tra i gruppi promotori il Gruppo del Guado. Lo stesso gruppo, nel febbraio seguente, organizza, in collaborazione con la Sezione italiana di Noi Siamo Chiesa il convegno: Il posto dell'altro: le persone omosessuali nelle chiese, con la partecipazione del moralista Enrico Chiavacci e della teologa Elisabeth Green. I partecipanti sono circa 200. Gli atti sono stati pubblicati sul Bollettino del gruppo.
Continua anche l'attività del gruppo Emmanuele che, a maggio 2002, nell'ambito del Gay pride nazionale di Padova, organizza una tavola rotonda pubblica con la partecipazione di Gianni Geraci e don Domenico Pezzini, preparando il terreno per un atteggiamento molto prudente della Chiesa locale nei confronti del Pride.
Questo fiorire di iniziative consente ad un sempre maggior numero di persone di venire a conoscenza delle tematiche relative all'omosessualità e ai suoi rapporti con il cristianesimo e contribuisce alla nascita, nell'autunno del 2002, del gruppo Ponti Sospesi a Napoli.
L'autunno dell'anno seguente vede la nascita, a Firenze del gruppo Kairos e a Trento del gruppo La Ressa. La nascita di quest'ultimo gruppo rivesta particolare importanza in quanto si propone come naturale prosecuzione dell'attività del gruppo interlinguistico Senfkorn - Granello di Senape, che operava da anni nella città di Bolzano.
Il Coordinamento gruppi di omosessuali cristiani in Italia come gruppo organizzato nasce nel novembre del 2003 con l'approvazione della Carta fondativa.

### Le iniziative dei singoli gruppi
Su iniziativa del gruppo Nuova Proposta, un centinaio di esponenti dei gruppi di omosessuali credenti si incontrano il 21 febbraio 2004 presso la Facoltà Teologica Valdese di Roma per un convegno dedicato ai dieci anni del numero di «Famiglia Oggi», durante il quale si discute sul tema: Omosessualità. Interrogativi e drammi di un mondo emarginato e poco conosciuto.
Il 20 novembre 2004 il Gruppo del Guado organizza un convegno pubblico sul tema: Cattolici liberi o perseguitati: le domande a un Dio che ritorna, con la partecipazione del vaticanista Marco Politi, di don Leonardo Zega e di Vittorio Bellavite, con la partecipazione di un centinaio di persone.
Il gruppo Fratelli dell'Elpìs, nell'ambito delle celebrazioni dei primi 15 anni di attività, organizza a Catania il 19 febbraio 2005 un incontro pubblico sul tema: Dalla notte di Nicodemo alla nascita dall'altro per il Regno con i rappresentanti degli altri gruppi di Omosessuali Cristiani.
Un anno più tardi, il 22 aprile, si svolge ad Albano Laziale il primo campo per gay e lesbiche credenti dell'Italia Centro Meridionale sul tema: Il visibile e l'invisibile: con me, con gli altri, con l'Altro. Questa esperienza viene ripetuta nel 2007.
In seguito a un dibattito sul ruolo e sul senso del COCI, Gianni Geraci, a luglio 2006, non è più il portavoce del «Coordinamento gruppi di omosessuali cristiani in Italia». Rimane comunque la rete di rapporti che si erano creati tra i vari gruppi di omosessuali cristiani in Italia.
Un nutrito numero di singoli gruppi di omosessuali credenti raccolgono l'invito del gruppo «Kairos» di Firenze e organizzano, il 28 giugno 2007, in tredici città italiane, delle veglie di preghiera per le vittime dell'omofobia. L'iniziativa coinvolge diverse centinaia di persone in tutta Italia.
L'attività del Coordinamento trova il suo naturale sbocco nella comunicazione, così il 1º settembre 2007 nasce un portale su fede e omosessualità, realizzato da alcuni volontari provenienti da diverse esperienze e dai gruppi di credenti omosessuali (cattolici e protestanti), che vuol raccontare il cammino dei credenti omosessuali all'interno delle loro chiese.
Nel 2010, promosso da Gionata, si svolge ad Albano Laziale il primo Forum di Credenti omosessuali, momento di grande slancio che riavvia un dibattito sull'importanza del coordinamento e collegamento tra gruppi.
Negli anni successivi la rete attiva dei gruppi di coordinamento su varie tematiche, organizza una presenza ai gay pride, avvia un progetto per la raccolta fondi a sostegno delle iniziative della rete. Nel 2012 si svolge il secondo Forum, sempre ad Albano; in cui nasce un nuovo gruppo a Trieste Il Progetto Ruah.
Nel 2015 nasce l'associazione nazionale di cristiani LGBT "Cammini di Speranza", seguita nel 2018 dall'associazione "La Tenda di Gionata".